# 菲律賓裔美國人
菲律賓裔美國人（英語：Filipino Americans）為祖先來自菲律賓的美國人，簡稱Fil-Am，部分人自稱皮諾伊，其歷史可追溯至16世紀，18世紀起美國開始出現菲律賓裔的聚落，1898年美西戰爭後西班牙與美國簽訂巴黎條約，將菲律賓割讓給美國後始有大量菲律賓人移民美國。截至2018年，菲律賓裔美國人有約410萬人，在加利福尼亞州、夏威夷州、伊利諾州、德克薩斯州與紐約都會區均有大型聚落。

## 背景

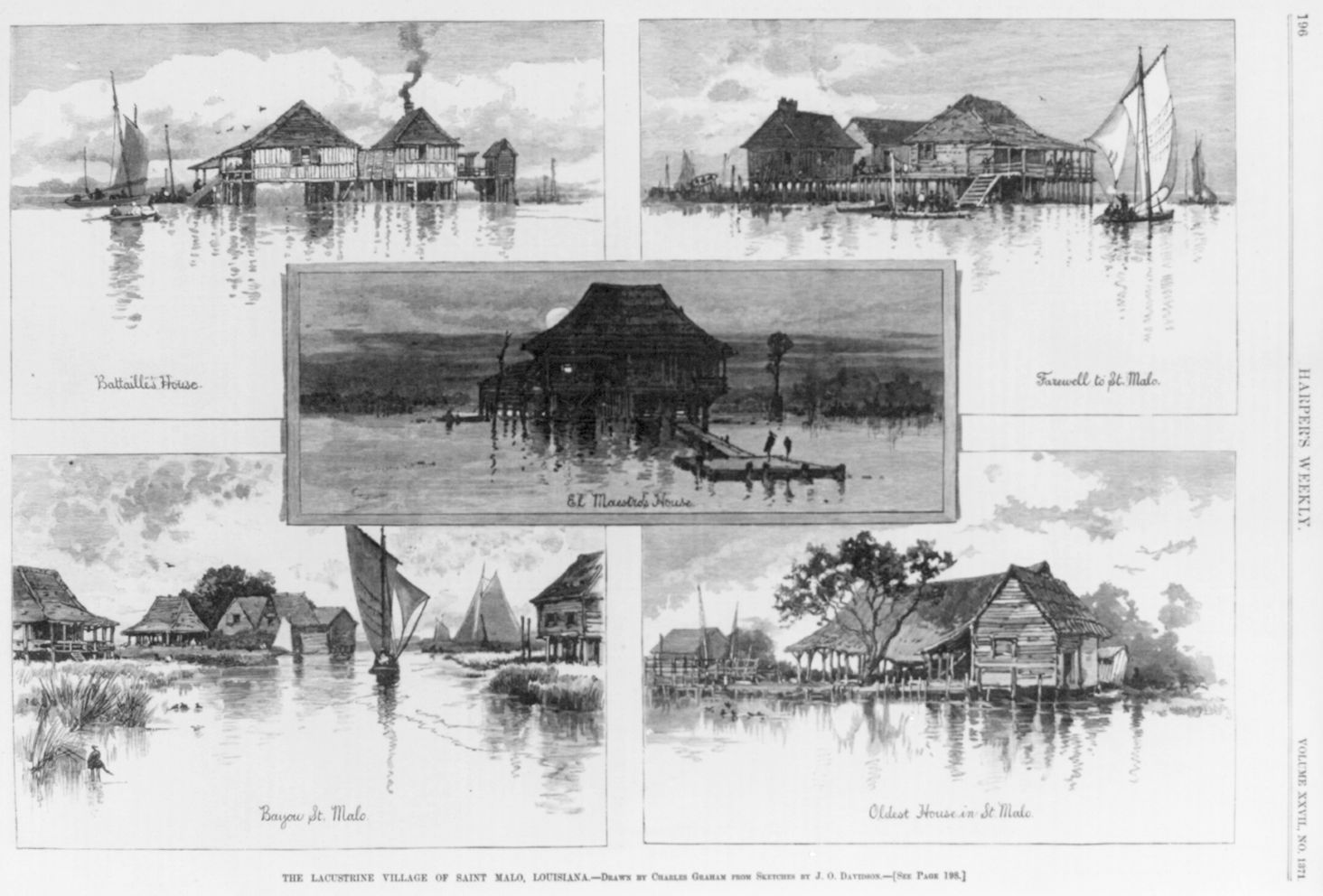
路易斯安那聖馬洛 (路易斯安那)的菲律賓聚落

菲律賓水手為最早航行至美洲的亞洲人，早在1587年在今加利福尼亞州的莫羅貝即有菲律賓人出現的紀錄。18世紀始有菲律賓裔的小型聚落，1763年西班牙治下的路易斯安那出現了第一個菲律賓人的長期聚落，在當地被稱為「馬尼拉人」（Manilamen），曾參加1812年戰爭末期的紐奧良戰役。19世紀開始有菲律賓人在牧場工作。1898年美西戰爭後西班牙與美國簽訂巴黎條約，將菲律賓割讓給美國後始有大量菲律賓人移民美國，1904年在聖路易舉辦的世界博覽會中即有展出菲律賓人。1920年代又有許多菲律賓的非技術勞工為尋求工作機會而移民美國。
1930年代菲律賓裔的移民潮一度下降，1946年菲律賓獨立後，移民至美國的菲律賓人持續增加，《1965年美國移民和國籍法案》後移民的菲律賓人大多為專業人士與技術工人。2010年美國人口普查結果顯示全國有約340萬名菲律賓裔美國人，2011年美國國務院估計其人數應為400萬左右，約合美國人口的1.1%，是亞裔美國人中人數次多的，僅次於華裔美國人，也是海外菲律賓人中人數最多者。

## 文化
菲律賓裔美國人的文化包括西方與東方的許多元素，他們會組成社群團體以維繫家庭般的歸屬感，此為菲律賓文化的特色之一，加州與夏威夷等菲裔較集中的地區有較緊密的社群，有些社群形成了菲裔住宅、商店集中的街區「小馬尼拉」，如洛杉磯的舊菲律賓城、舊金山的馬尼拉城、戴利城（約四成人口為菲裔）與周邊城鎮、聖地牙哥的納雄耐爾城（約兩成人口為菲裔）、紐約皇后區的伍德賽德（約15%人口為菲裔）、紐澤西州的伯根菲爾德 (新澤西州)（約兩成人口為菲裔）、夏威夷歐胡島的懷帕胡（超過一半人口為菲裔，建有菲律賓社區中心）等。
菲律賓裔美國人雖來自亞洲，但因曾為西班牙殖民地，有時也被視為（或自我認同為）拉丁裔，不過2017年的一項調查顯示僅有約1%的菲律賓裔美國人自認為「西裔」。

### 語言

他加祿語在美國各州的使用情形

因菲律賓曾為美國統治，英語為菲律賓的官方語言之一，多數菲律賓人可流利使用英語，1990年的亞裔美國人中，菲律賓裔為語言隔閡最小的族群。2003年菲律賓主要的語言他加祿語為美國使用人數排行第五的語言，共有126.2萬人使用，2011年已躍升為排行第四的語言，加州許多公告、文件都有他加祿語的版本，有些中學和大學也設有他加祿語課程。其他菲律賓語言中，伊洛卡諾語為夏威夷除英文外使用人數第三多的語言，僅次於日語和他加祿語，也有些菲律賓裔家庭中使用宿霧語、邦阿西楠語、希利蓋農語、邦板牙語、比科爾語與瓦瑞語，不過第二代、第三代的菲裔美國人常會失去菲律賓語言能力。另外還有些华裔菲律宾人，移民后成为华裔美国人，使用漢語（咱人話）或西班牙語。

### 宗教
菲律賓裔美國人宗教(2012)

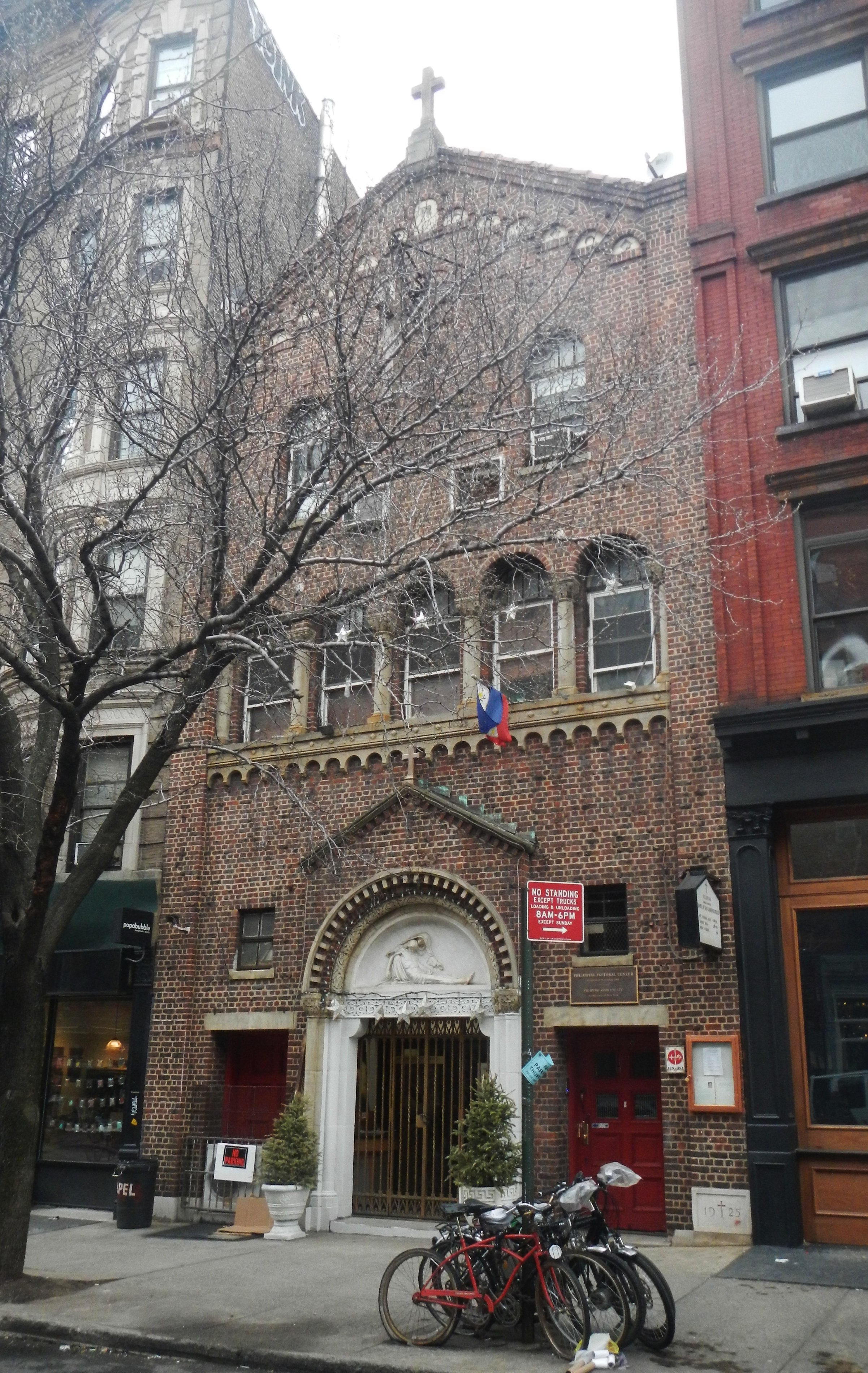
紐約的聖李樂倫小堂

菲律賓裔天主教徒初到美國時常難以融入本地的天主教會，而建立了許多自己的天主教會，如洛杉磯的聖高隆邦菲律賓教堂（St. Columban Filipino Church）與紐約的聖李樂倫小堂（得名自菲律賓第一位被封聖的聖徒李樂倫）。1997年聖母無玷始胎國家朝聖地聖殿中設立了菲裔的禮拜堂。
2010年菲律賓裔天主教徒為美國亞裔天主教徒中最大的群體，占超過75%。2015年65%的菲律賓裔美國人自認為天主教徒（2004年則為68%），第一代移民比在美國出生者更常參加彌撒。

### 飲食

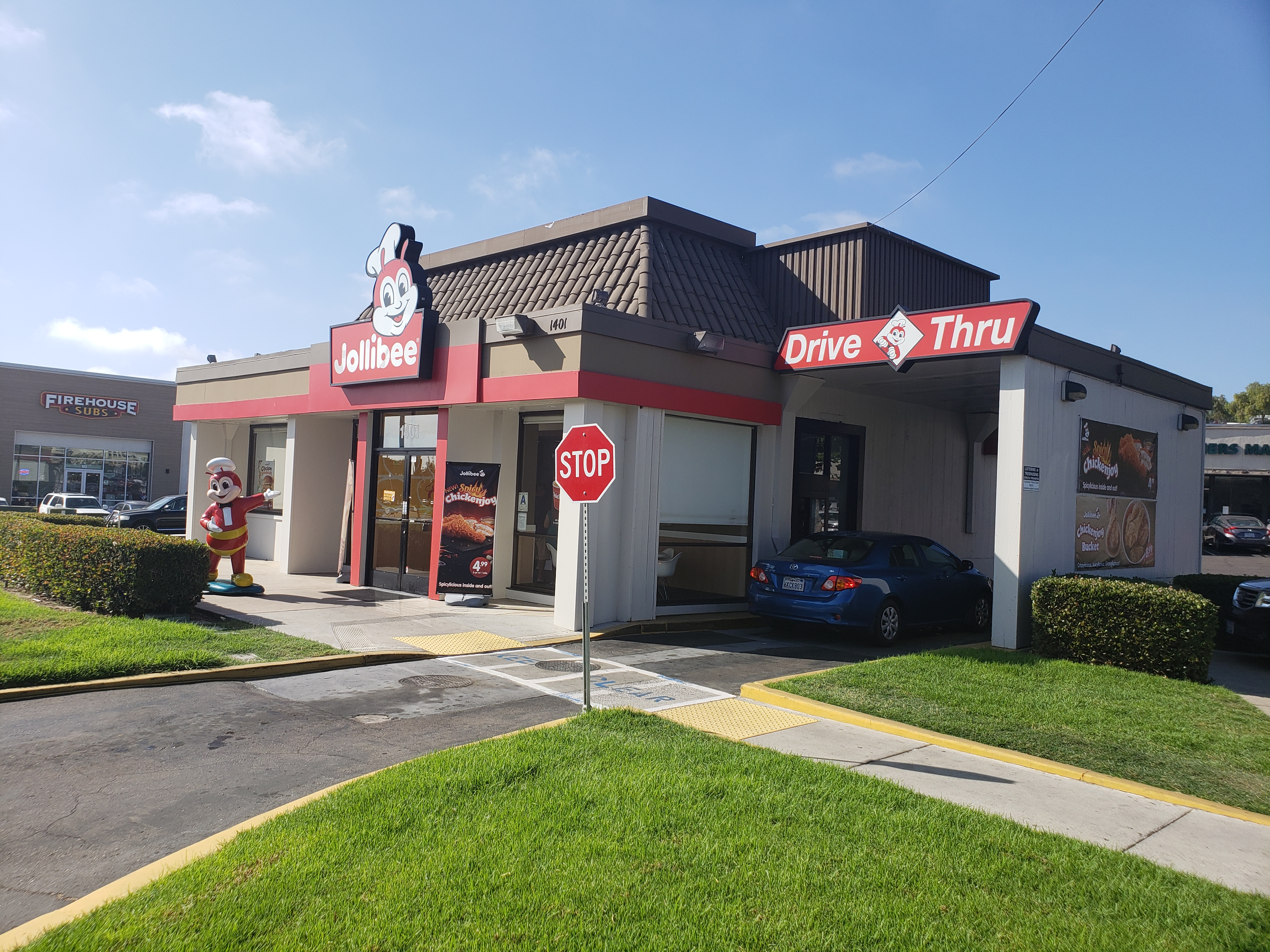
聖地牙哥納雄耐爾城的一家快樂蜂速食餐館

相較於菲律賓裔的人口比例，美國的菲律賓餐館並不多，餐館不是菲裔族群主要的經濟來源，即使在菲裔比例相當高的夏威夷歐胡島，菲律賓料理都不如其他亞洲料理普遍，有一項研究顯示菲律賓料理很少被列在食物頻率問卷中。菲律賓料理不普及的可能原因包括殖民化心态、定位不明確、菲裔較習慣在家自煮或偏好其他類型的飲食等，不過菲律賓料理仍流行於菲裔族群間，有些為菲裔美國人設立的餐館和雜貨點，如知名的菲律賓速食餐館快樂蜂。
2010年代起菲律賓餐館逐漸成長。2016年美食雜誌《Bon Appétit》將華盛頓特區的菲律賓餐館Bad Saint評為全美國第二名的新餐館，2018年《Food & Wine》雜誌將洛杉磯的菲律賓餐館Lasa列為年度最佳餐館之一，美食評論家安德魯·席莫認為菲律賓料理將成為美國料理的「下一波熱潮」（the next big thing）。不過2017年《時尚 (Vogue)》雜誌曾形容菲律賓料理常被誤解與忽略，2019年《SF Weekly》雜誌形容菲律賓料理非主流、常被忽視、流行程度起伏不定。

## 政治

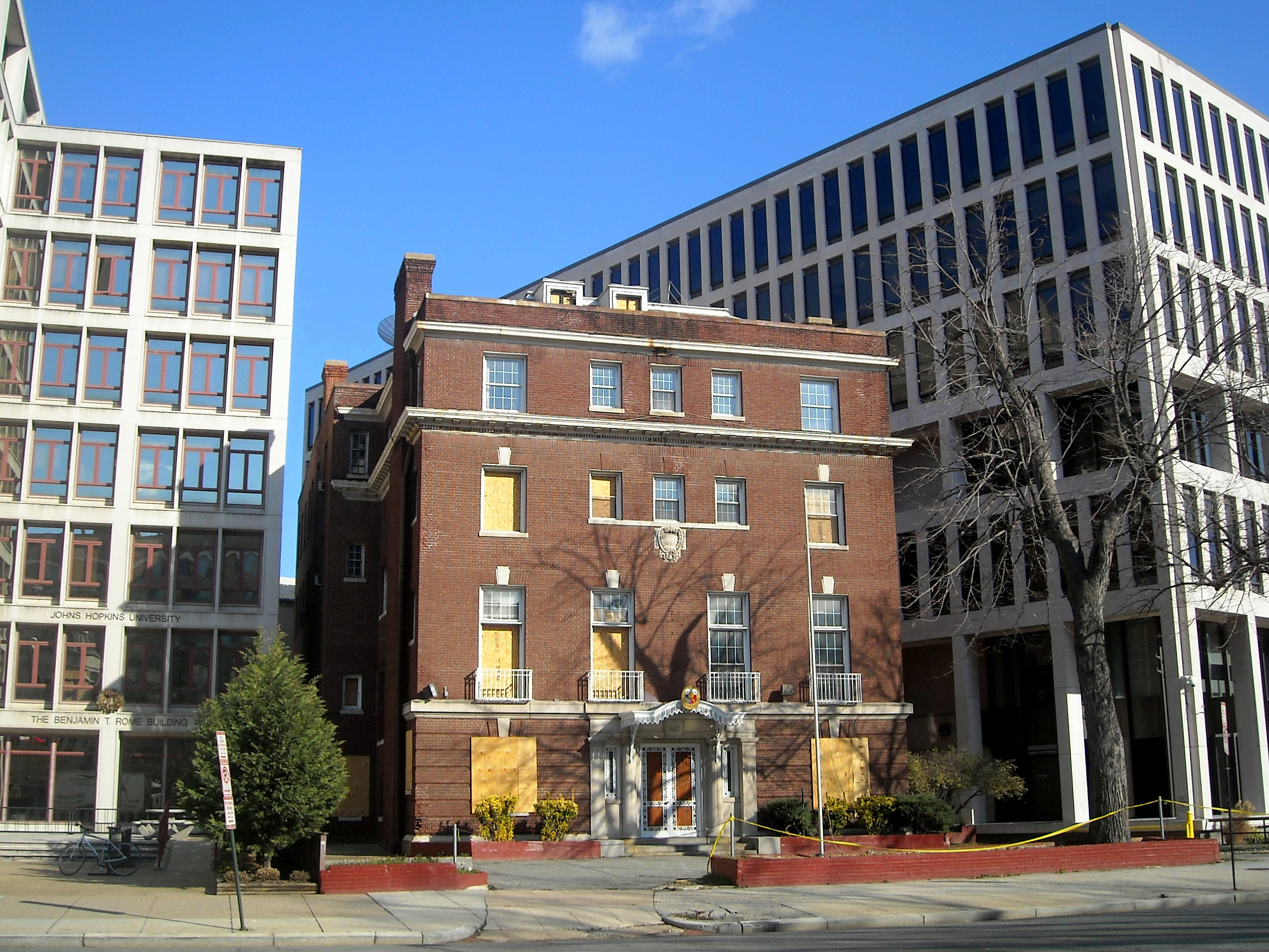
華府的菲律賓駐美大使館，第二次世界大戰期間曾為菲律賓自由邦流亡政府總部

菲律賓裔美國人（特別是隨第二波移民潮落腳美國者）傳統上為政治保守派，2004年美國總統選舉中投給喬治·沃克·布希者接近投給民主黨候選人約翰·福布斯·凱瑞者的兩倍，但2008年投給巴拉克·歐巴馬者有50%至58%，僅有42%至46%投給共和黨候選人約翰·馬侃，是菲律賓裔美國人首次在總統大選中偏向支持民主黨提名的候選人。
因菲律賓裔美國人社群分散，菲裔候選人難以僅靠此族群的選票當選。首位當選公職的菲裔美國人為彼得·阿杜加，於1954年當選夏威夷州眾議院議員。近年來菲律賓裔參政人數逐漸增加，本·卡耶塔諾（民主黨籍）於1994年至2002年擔任夏威夷州州長，是首位擔任州長的菲裔美國人；內華達州參議員約翰·恩賽（共和黨籍）有八分之一的菲律賓血統；曾任俄亥俄州眾議員的史提夫·奧地利（共和黨籍）和加州眾議員T·J·考克斯（民主黨籍）也是菲裔美國人，均有一半菲律賓血統。